# Unité urbaine de Saint-Dizier
L'unité urbaine de Saint-Dizier est une unité urbaine française centrée sur la commune de Saint-Dizier, sous-préfecture et première ville du département de la Haute-Marne, située dans la région Grand Est.

## Données globales
En 2010, selon l'INSEE, l'unité urbaine de Saint-Dizier qui est située dans le nord du département de la Haute-Marne, à la limite de celui de la Meuse, est composée de six communes, dont cinq sont situées dans l'arrondissement de Saint-Dizier et une dans le département voisin de la Meuse, [[[Ancerville (Meuse)|Ancerville]], qui fait partie de l'arrondissement de Bar-le-Duc.
En 2020, à la suite d'un nouveau zonage, elle est composée des six mêmes communes.
En 2022, avec 26 690 habitants dans le département de la Haute-Marne, elle représente la 1e unité urbaine de ce département, avant l'unité urbaine de Chaumont qui est la préfecture de ce département, et elle occupe le 19e rang en région Grand Est, après l'unité urbaine de Thann-Cernay (18e rang régional) et avant l'unité urbaine d’Épernay (20e rang régional).
En 2022, sa densité de population s'élève à 326 hab/km2. Dans sa partie haut-marnaise, par sa superficie, elle ne représente que 1,1 % du territoire départemental mais, par sa population, elle regroupe 15,71 % de la population du département de la Haute-Marne.

## Composition 2020 de l'unité urbaine
Elle est composée des six communes suivantes :
| Nom                         | Code Insee | Département | Statut       | Superficie (km2) | Population (dernière pop. légale) | Densité (hab./km2) | Modifier                                    |
| --------------------------- | ---------- | ----------- | ------------ | ---------------- | --------------------------------- | ------------------ | ------------------------------------------- |
| Saint-Dizier (ville-centre) | 52448      | Haute-Marne | ville-centre | 47,69            | 22 811 (2022)                     | 478                | modifier les données · modifier les données |
| Ancerville                  | 55010      | Meuse       | banlieue     | 21,58            | 2 583 (2022)                      | 120                | modifier les données · modifier les données |
| Bettancourt-la-Ferrée       | 52045      | Haute-Marne | banlieue     | 5,38             | 1 797 (2022)                      | 334                | modifier les données · modifier les données |
| Chancenay                   | 52104      | Haute-Marne | banlieue     | 9,86             | 1 013 (2022)                      | 103                | modifier les données · modifier les données |
| Moëslains                   | 52327      | Haute-Marne | banlieue     | 1,62             | 461 (2022)                        | 285                | modifier les données · modifier les données |
| Valcourt                    | 52500      | Haute-Marne | banlieue     | 3,77             | 608 (2022)                        | 161                | modifier les données · modifier les données |

## Évolution démographique
| 1968   | 1975   | 1982   | 1990   | 1999   | 2010   | 2015   | 2022   |
| ------ | ------ | ------ | ------ | ------ | ------ | ------ | ------ |
| 41 620 | 43 592 | 42 421 | 41 280 | 38 086 | 32 192 | 31 794 | 29 273 |

#### Données générales
- Unité urbaine en France
- Aire d'attraction d'une ville
- Liste des unités urbaines de France

#### Données démographiques en rapport avec l'unité urbaine de Saint-Dizier
- Aire d'attraction de Saint-Dizier
- Arrondissement de Saint-Dizier
- Arrondissement de Bar-le-Duc

#### Données démographiques en rapport avec la Haute-Marne et la Meuse
- Démographie de la Haute-Marne
- Démographie de la Meuse